# کوسه شکاری اندونزی
کوسه شکاری اندونزی (نام علمی: Hemitriakis japanica) نام یک گونه از راسته زمین‌کوسه‌سانان است.
این گونه در حال انقراض است.